# Skansen
Skansen je muzeum pod otevřeným nebem (skanzen) a zoo nedaleko centra Stockholmu, na ostrově Djurgården. Založil ho roku 1891 Artur Hazelius, aby ukázal, jak se žilo v různých částech Švédska před industrializací. Inspiroval se podobným muzeem založeným roku 1881 králem Oskarem II. v Kristianii (dnes Oslo). Skansen se stal modelem pro další podobná muzea ve Skandinávii a později i jinde. Slovo „skansen“ (švédsky "hradby, šance") se v mnoha jazycích stalo synonymem pro muzeum pod otevřeným nebem.
Skansen byl původně součástí Severského muzea, ale osamostatnil se roku 1963. Budovy ve Skansenu jsou stále majetkem Severského muzea.
Hazelius během svých cest po Švédsku přivezl po částech asi 150 domů, jeden dokonce z norského Telemarku. V muzeu byly znovu sestaveny do původní podoby. Pouze tři budovy nejsou originály, ale kopie pečlivě postavené podle původních předloh. Všechny budovy jsou otevřeny návštěvníkům a ukazují život ve Švédsku v 17. až 19. století.
Do Skansenu zavítá každý rok více než 1,3 milionu návštěvníků. Na více než 300 000 m² je postavena i replika města 19. století, ve kterém se předvádějí tradiční řemesla v dobovém prostředí. Součástí areálu je i zoo s mnoha druhy severských a několika neseverských zvířat. Od roku 1897 je v muzeu provozována i lanovka Skansens bergbana překonávající výškový rozdíl 34,67 m na celkové délce 196,4 m.

## Fotogalerie

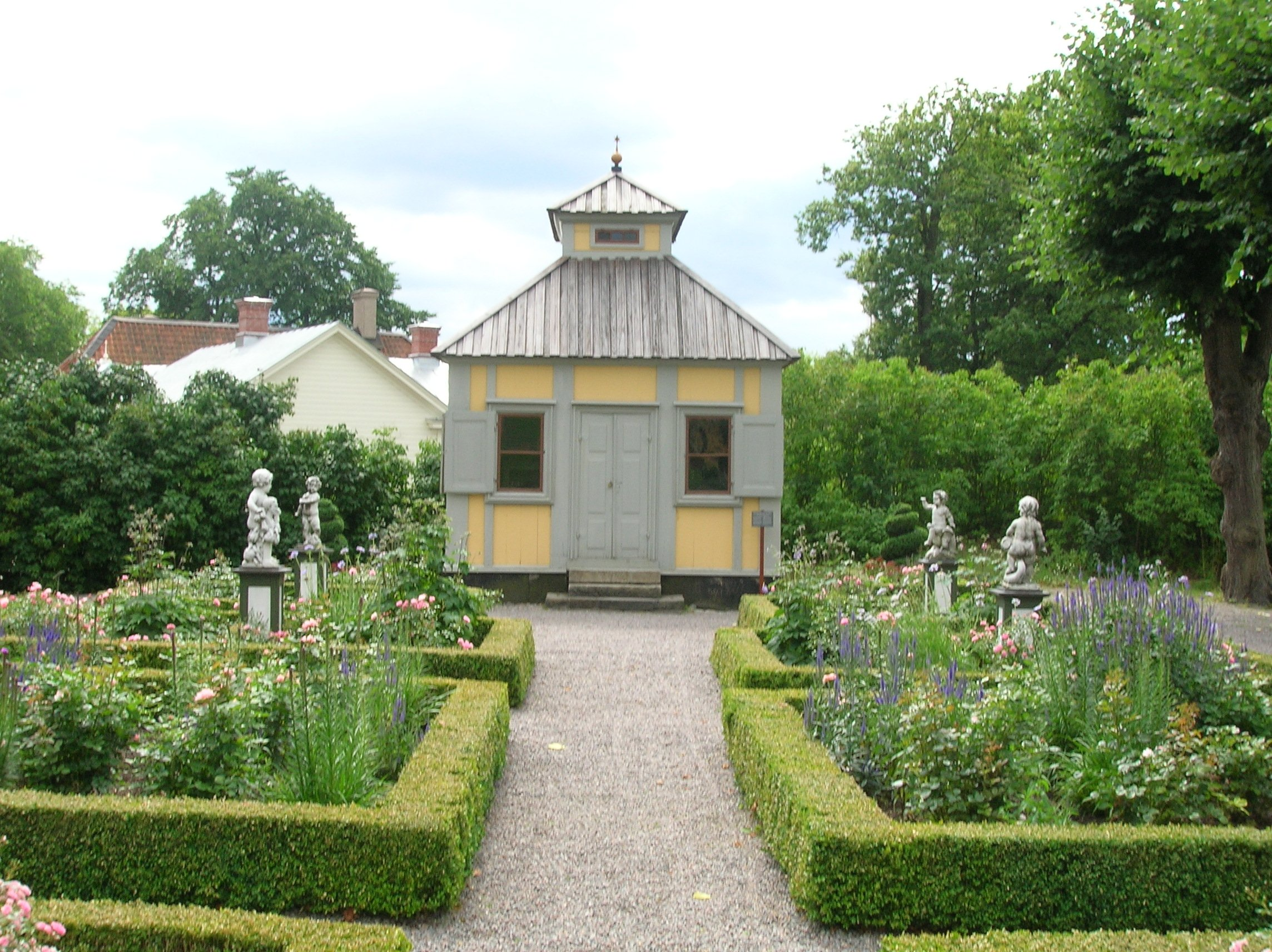
Swedenborgův letní dům
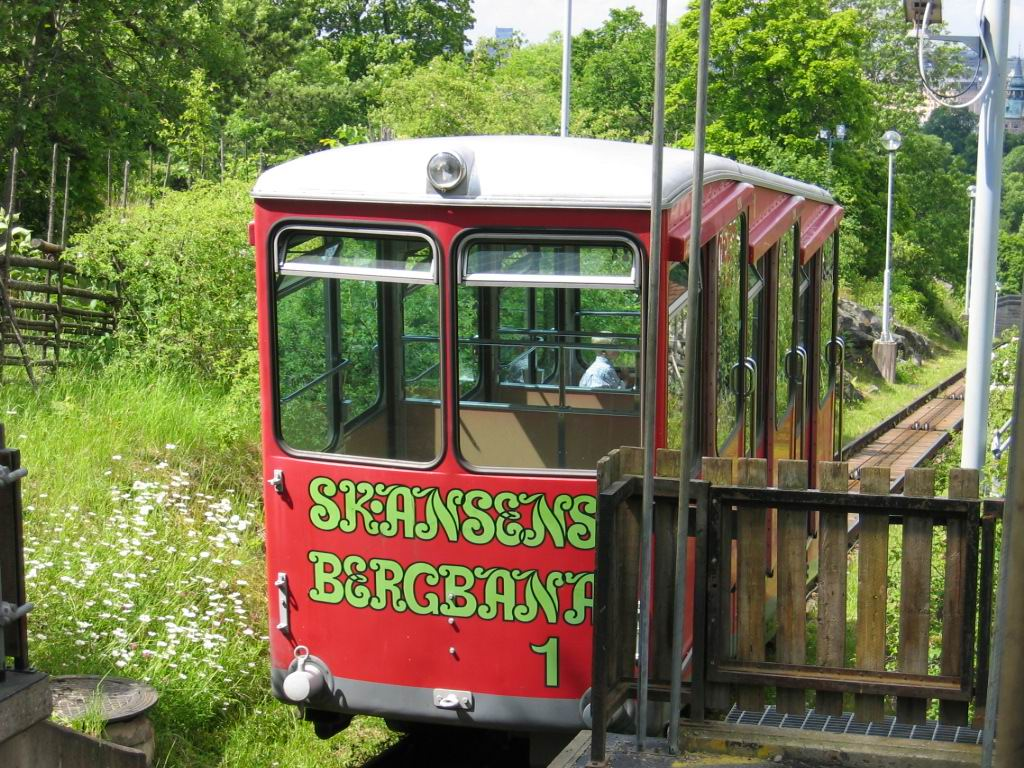
Lanovka
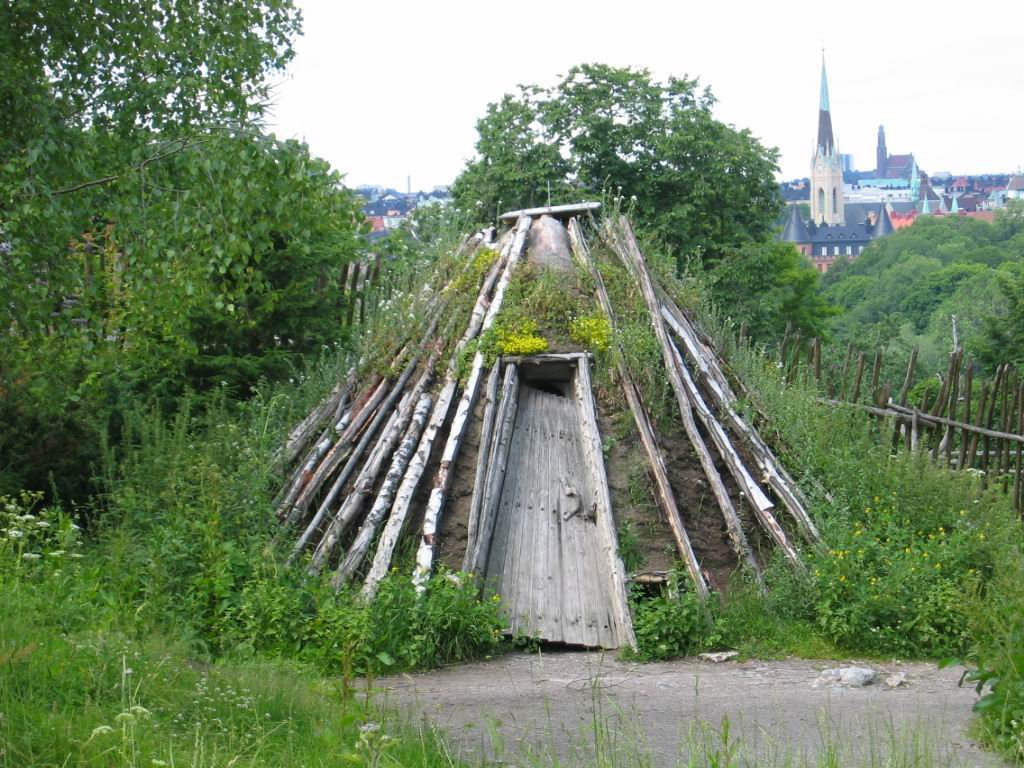
Sámská stavba
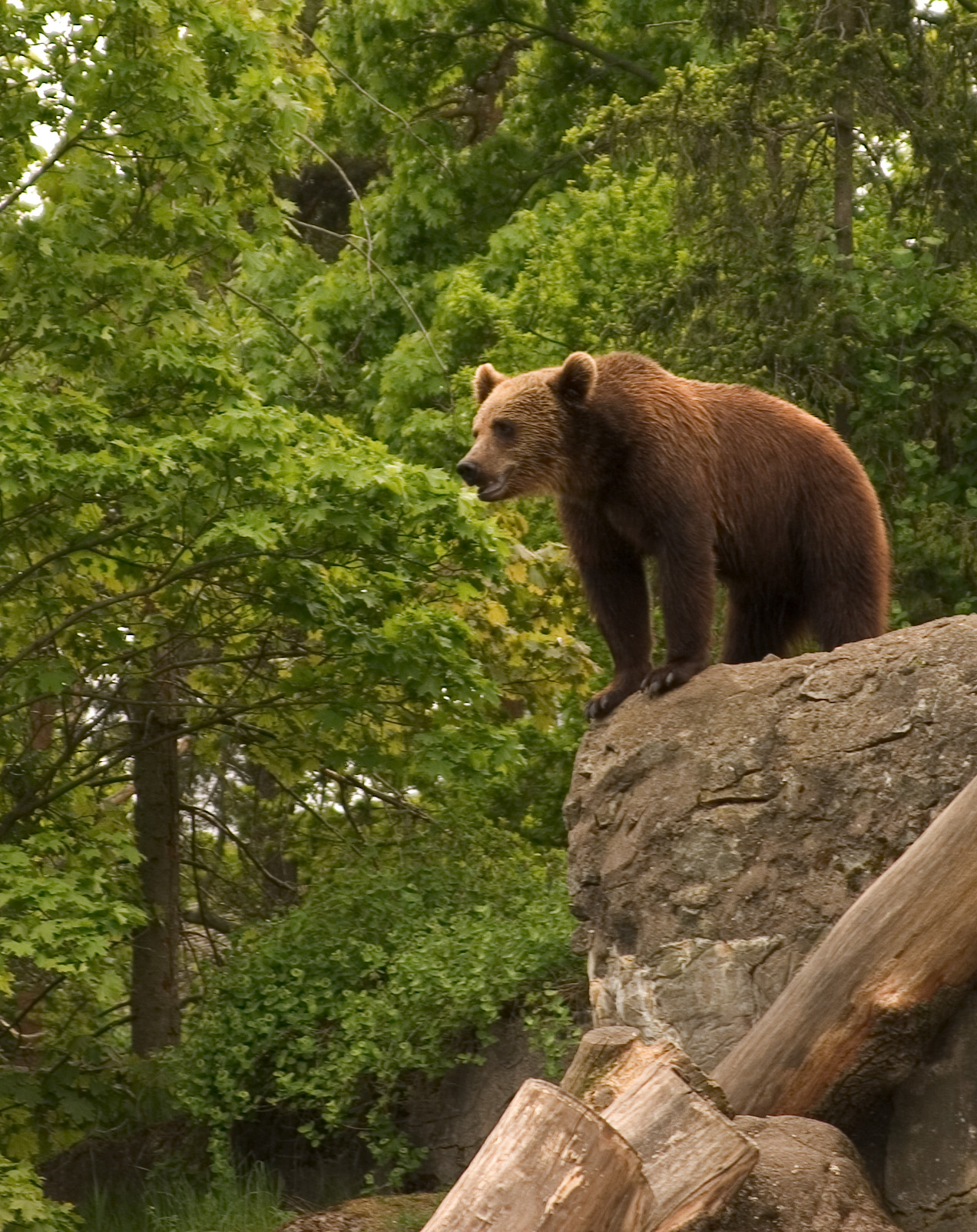
Medvěd hnědý ve Skansenu